# Lujo Margetić
Lujo Margetić (Donja Stubica, 18. listopada 1920. – Rijeka, 17. svibnja 2010.) bio je hrvatski povjesničar i akademik.

## Životopis
Iako rođen u Hrvatskom zagorju, Lujo Margetić bio je podrijetlom Primorac. Otac Tito bio je podrijetlom s Grobnišćine, a majka Zora Turina iz Bakarca.
U Zagrebu je završio Prvu klasičnu gimnaziju te, 1945. g., Pravni fakultet na kojem je i doktorirao 1946. godine.
Sudjelovao je u Narodnooslobodilačkom pokretu u Primorju.
Nakon doktorata je radio u Ministarstvu industrije NR Hrvatske u Zagrebu, a 1948. g. seli u Rijeku gdje radi u Općini Rijeka, a potom u "Elektroprimorju".
Preminuo je u Rijeci 17. svibnja 2010. godine u 90-oj godini.

## Akademska karijera
Prvi znanstveni rad, Pravo u Hesiodovu epu Erga hai hemerai, objavio je 1962. g. u uglednom skopskom časopisu Živa antika.
Od 1975. g. je docent "Rimskog prava" na pravnom fakultetu u Rijeci. Nakon toga postaje nositelj kolegija "Rimsko pravo", "Opća povijest države i prava", a potom i "Povijest države i prava naroda Jugoslavije". Zvanje izvanrednog profesora stekao je 1977. g., a 1980. g. redovitog. 1995. g. dobio je zvanje profesora emeritusa. Umirovljen je 1989. g., ali je i dalje aktivno proučavao i pisao.
Izvanredni član JAZU-a postaje 1986. g., a od 1991. g. punopravni član HAZU-a.

## Nagrade i priznanja
Dobitnik je nagrade za životno djelo Grada Rijeke 1991. i Državne nagrade za životno djelo 1998. godine.
Na Pravnom fakultetu u Rijeci održana je 7. lipnja 2010. godine komemoracija na kojoj su mu zahvalu i priznanje, između ostalih, odali riječki gradonačelnik Vojko Obersnel, dekan fakulteta dr. Miomir Matulović te istaknuti akademik i Margetićev osobni prijatelj Petar Strčić. Pri tome je dekan Matulović izjavio: "Impresivan je njegov znanstveni opus: 410 radova, od čega 49 knjiga. Znanstveni dopinos akademika Margetića je iznimno širok, gotovo nemjerljiv. A u komunikaciji sa studentima i s osobljem fakulteta bio je pristupačan."

## Vanjske poveznice
- Bibliografija Luje Margetića
- Službena internetska stranica Pravnog fakulteta Sveučilišta u Rijeci